# Mazda CX-60
Mazda CX-60 je SUV crossover japonské automobilky Mazda, který byl představen 8. března 2022. Jde o první model, který používá platformu zvanou Large Product Group. Jde zároveň o první vozidlo značky Mazda nabízející plug-in hybridní pohon.
Vůz je prodáván v zemích v Evropě a dále v Japonsku, Austrálii a na některých dalších menších trzích. Ve Spojených státech amerických se namísto modelu CX-60 prodává model Mazda CX-70. Z hlediska velikosti je Mazda CX-60 větší než Mazda CX-5 a menší než Mazda CX-9 a podobných rozměrů jako Mazda CX-50 a Mazda CX-8.

## Galerie

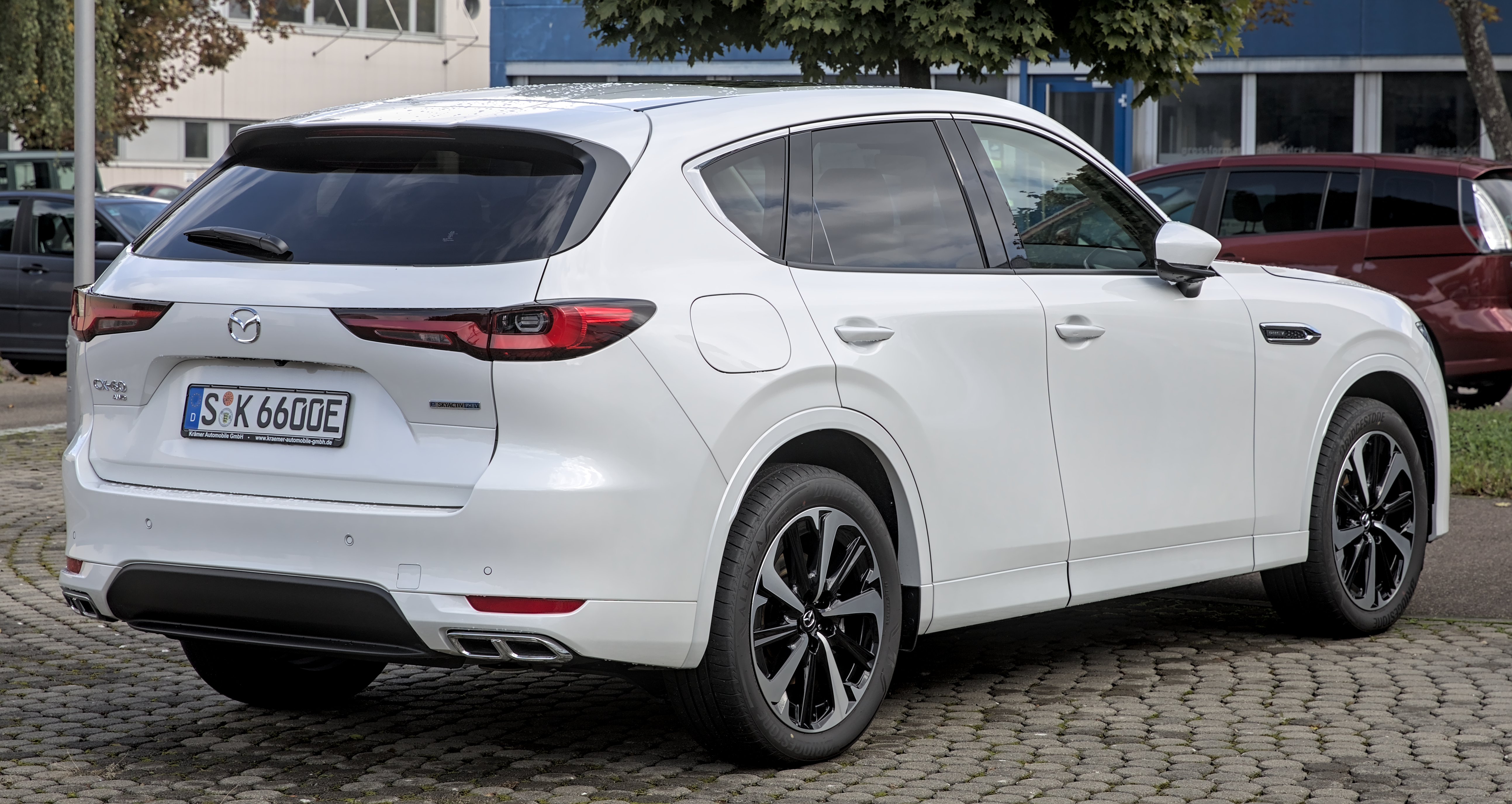
Pohled zezadu, bílá barva
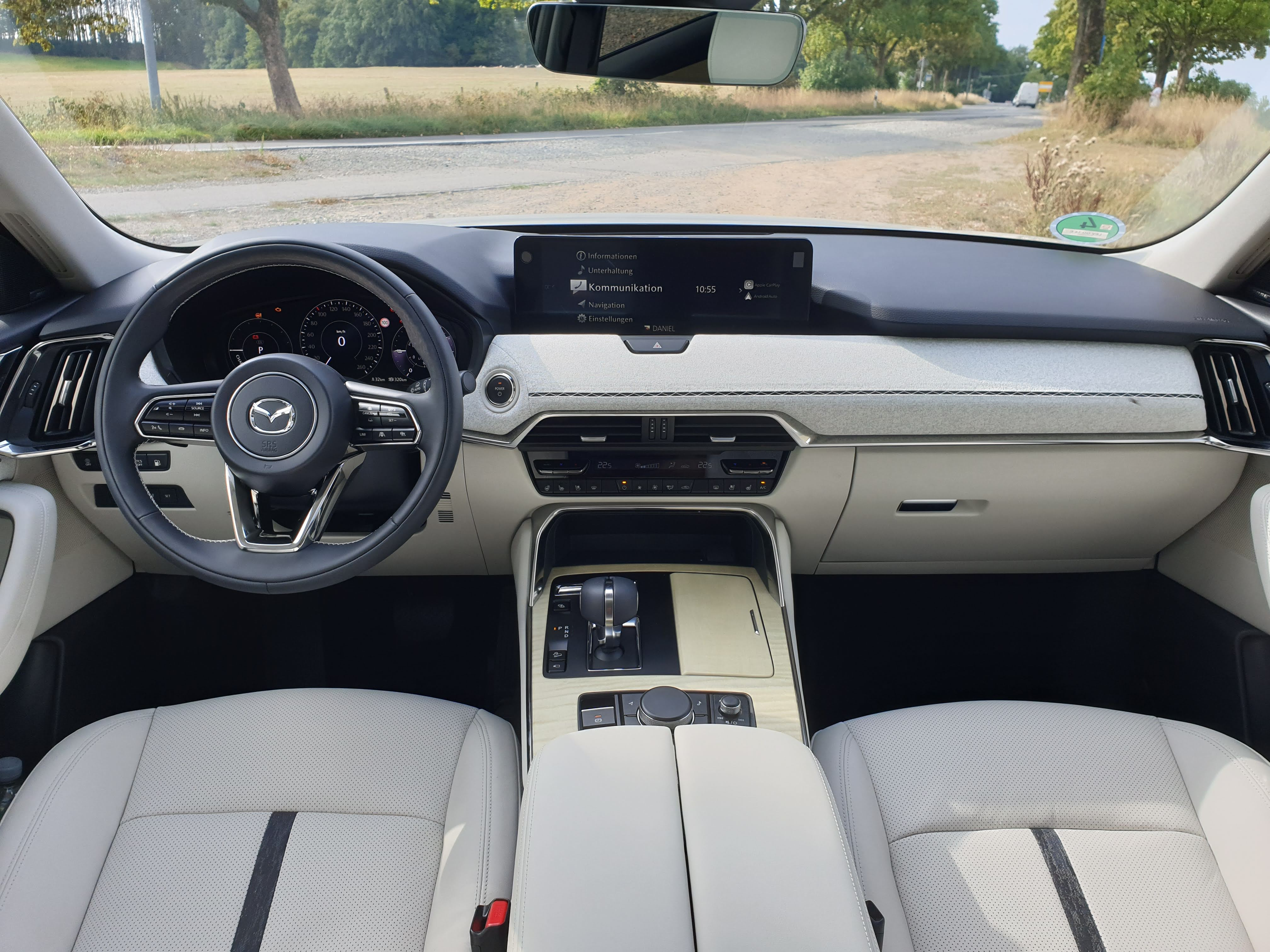
Interiér přední části vozu ve světlém provedení
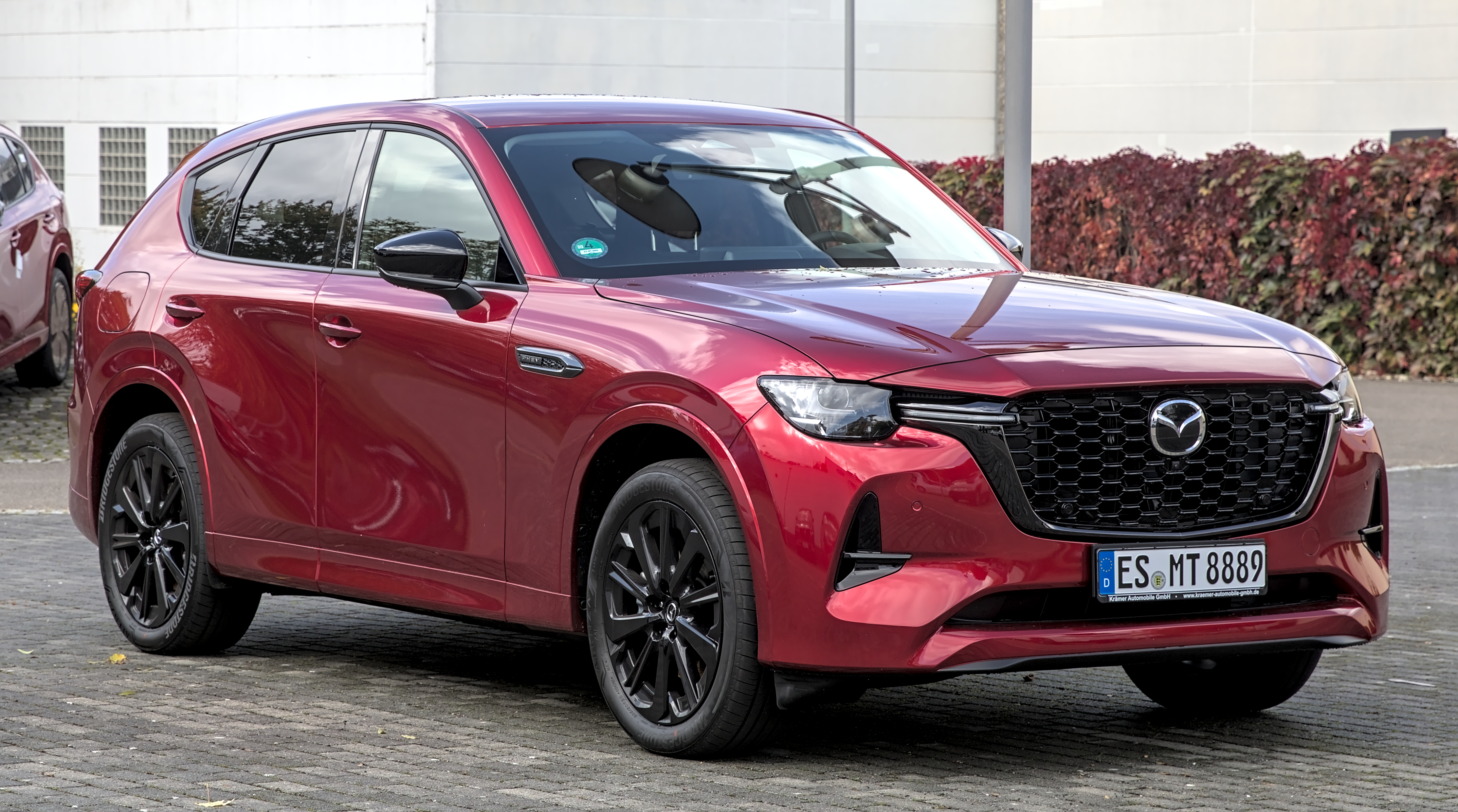
Pohled zepředu, červená barva
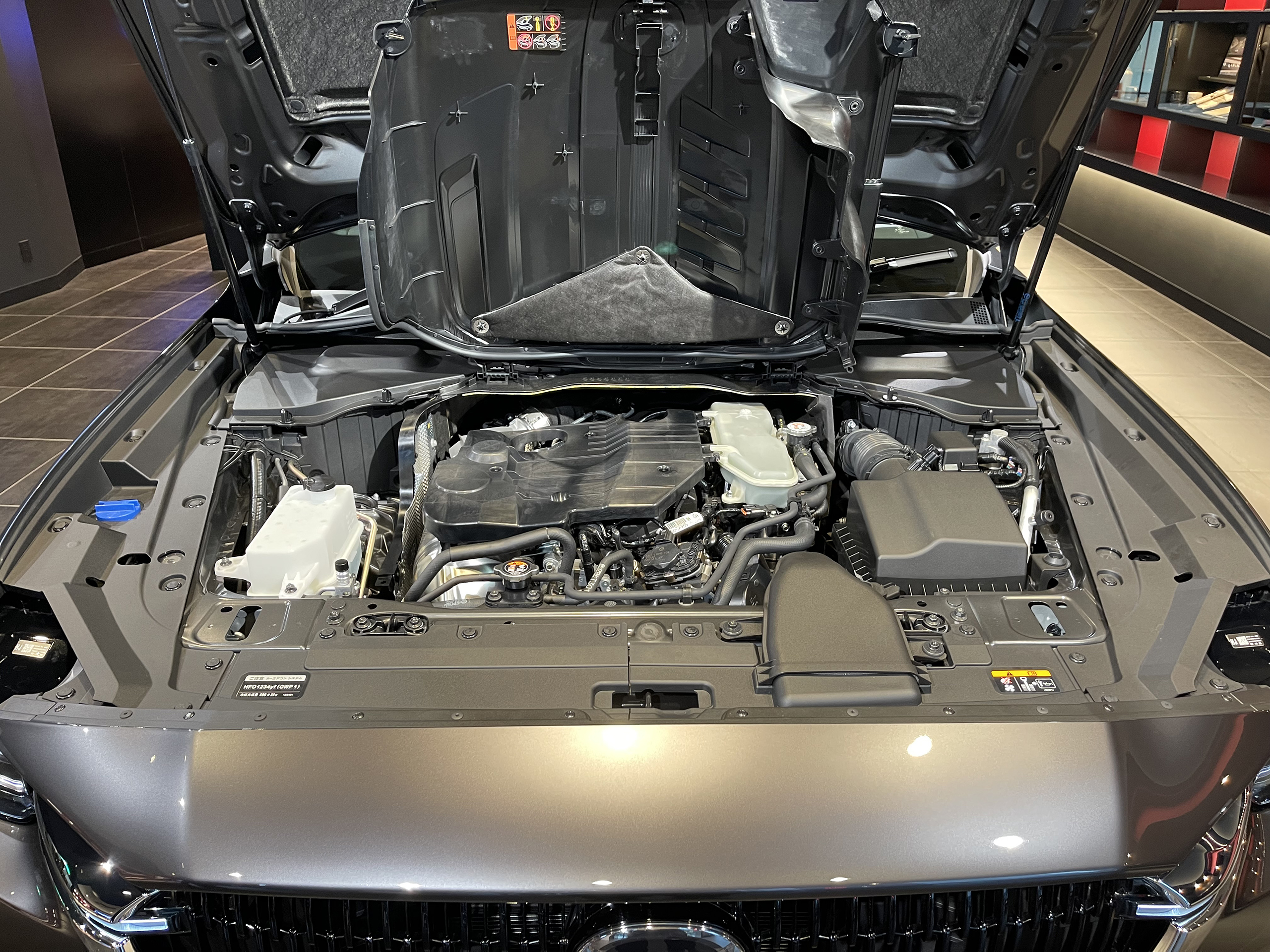
Pohled na motor